# فادوتس
فادوتس (به آلمانی: Vaduz)، پایتخت کشور لیختن‌اشتاین است.
این شهر در کنار رود راین واقع شده و جمعیت آن ۵۲۴۸ نفر است. مردم آن بیشتر پیرو مذهب کاتولیک رومی هستند.
این شهر محل استقرار دولت و پارلمان لیختن‌اشتاین و از سال ۱۹۳۹ نیز سکونت‌گاه شاه لیختن‌اشتاین است.
جاذبه اصلی فرهنگی در شهر، موزه هنر نوین است که به خاطر سبک جالب معماری ساختمانش گردشگرانی را به خود جلب می‌کند. نمایشگاه‌های مجموعه‌های شخصی خاندان پادشاهی لیختن‌اشتاین نیز که از قدیمی‌ترین و فراگیرترین مجموعه‌های شخصی در اروپا به‌شمار می‌رود از دیدنی‌های این شهر است. در موزهٔ اسکیِ فادوتس نیز تاریخ صدسالهٔ ورزش اسکی به نمایش درآمده‌است.

## نگارخانه

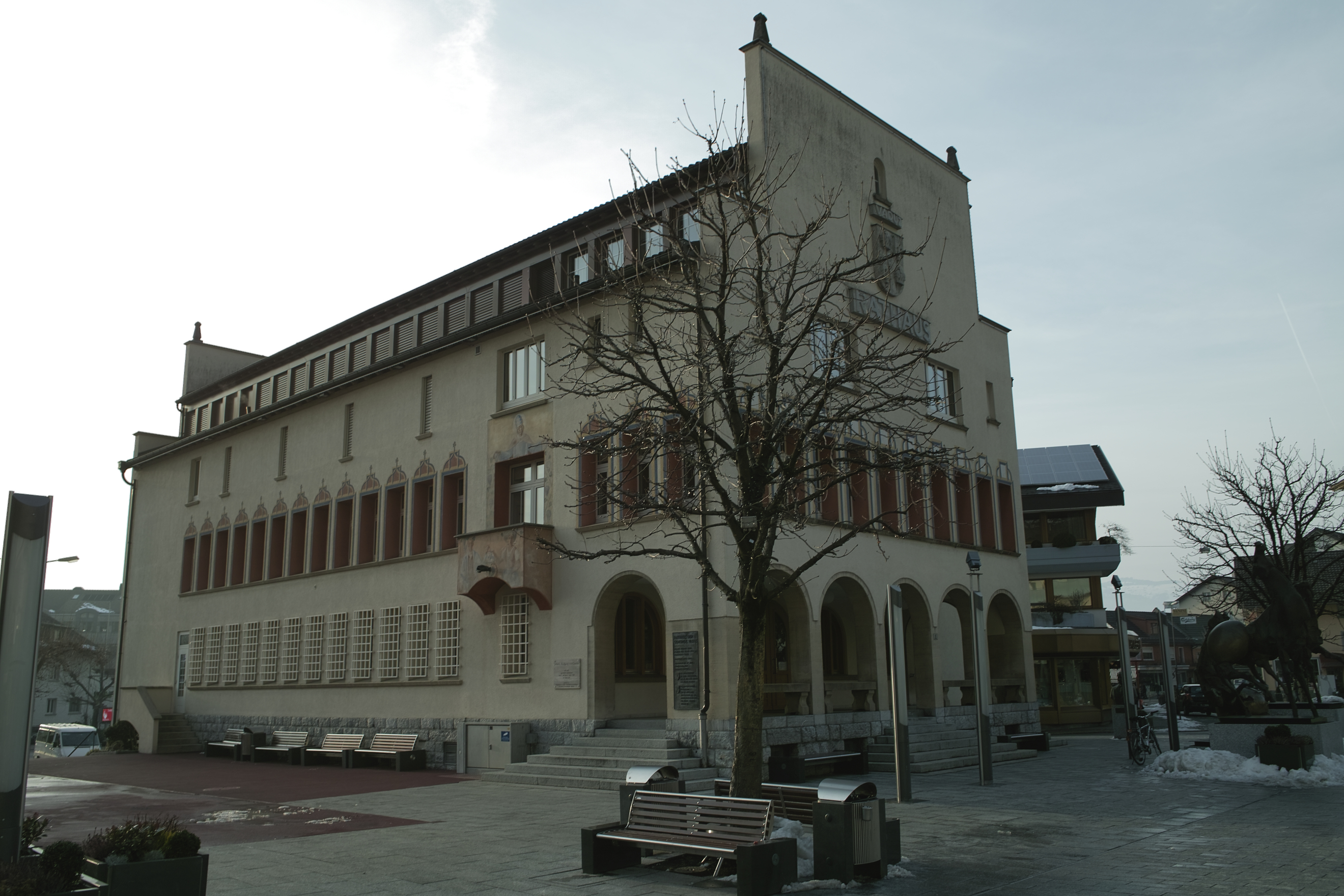
ساختمان شهرداری فادوتس
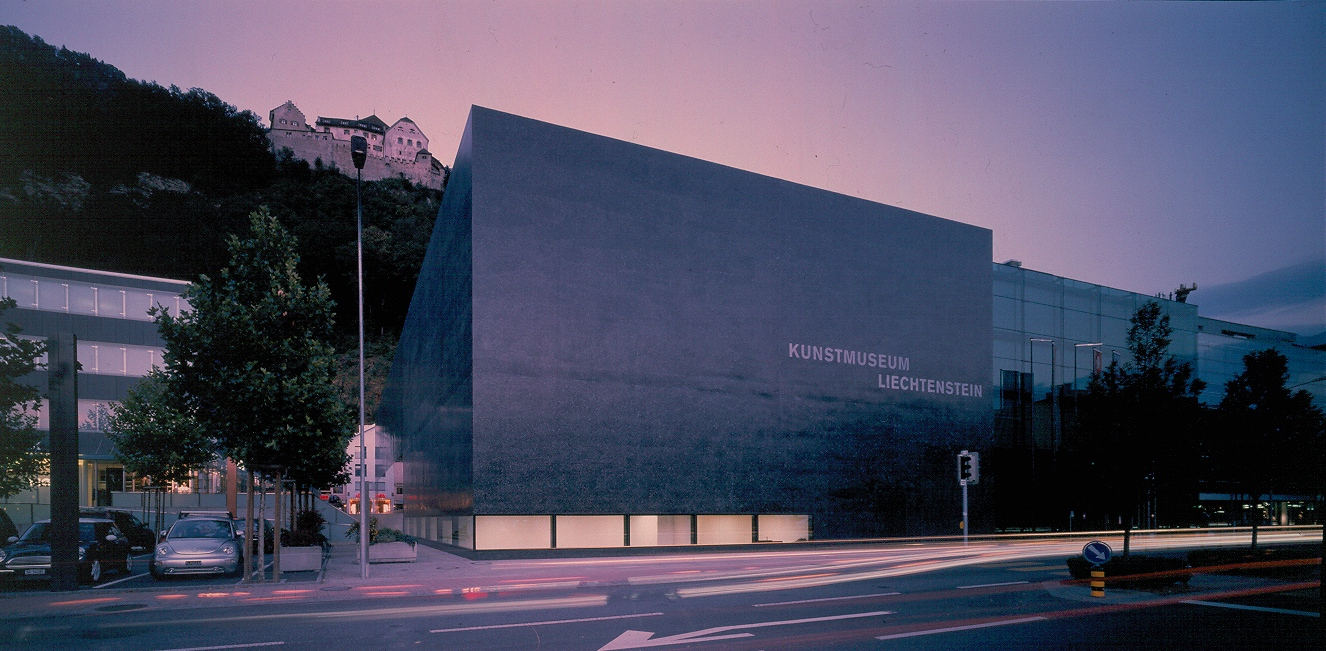
موزهٔ هنرهای زیبای لیختن‌اشتاین در مرکز فادوتس
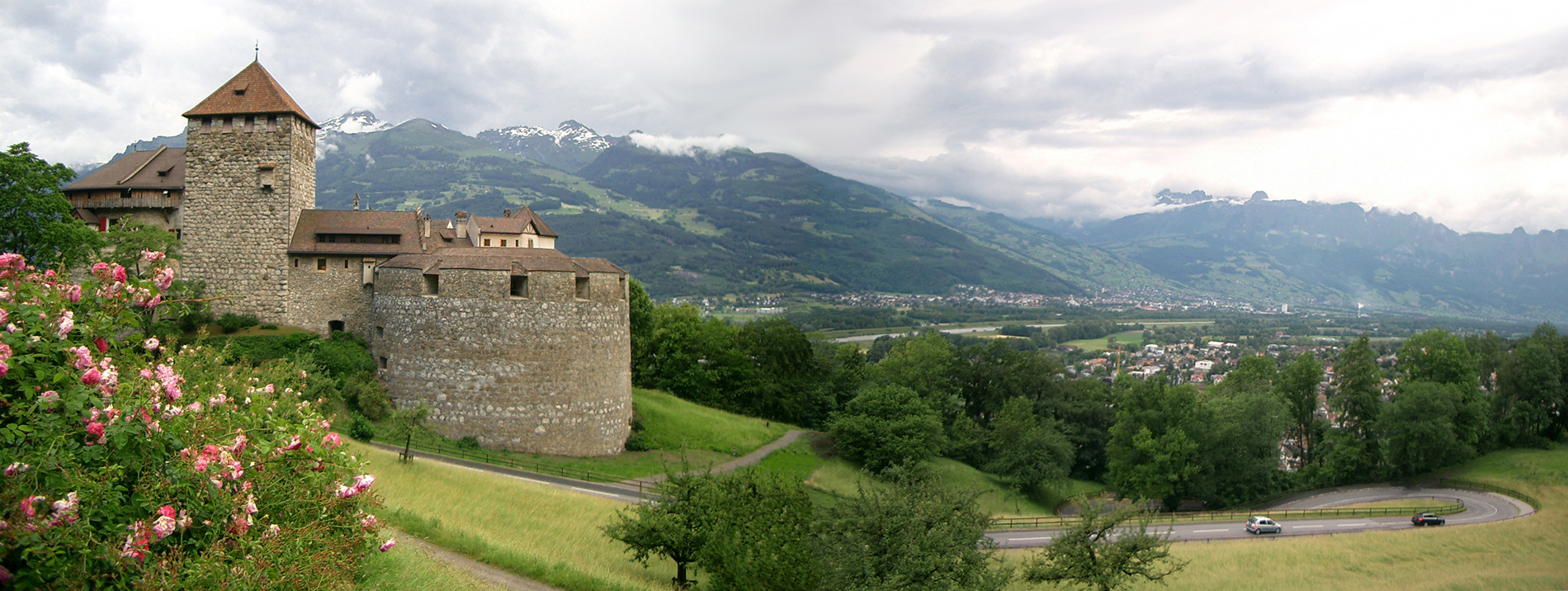
قلعهٔ فادوتس
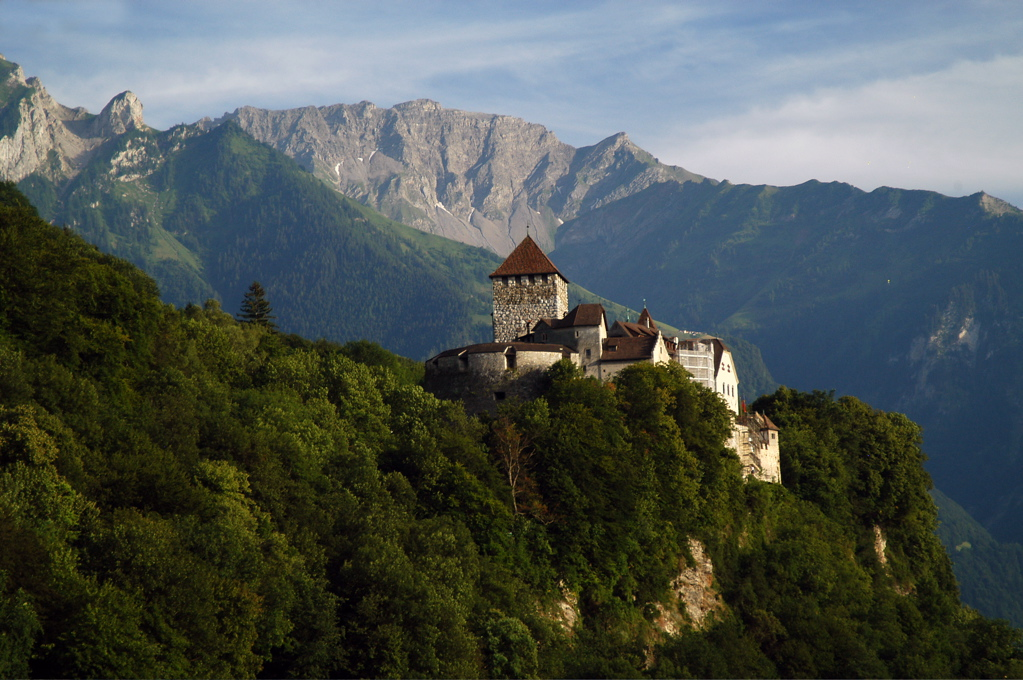
قلعه وادوز کاخ و اقامتگاه رسمی شاهزاده لیختن اشتاین است. این قلعه نام خود را از شهر فادوتس، پایتخت لیختن‌اشتاین گرفته است که از بالای تپه مجاور آن مشرف است.